# زكرياء أمزيل
زكرياء أمزيل هو لاعب كرة قدم مغربي من مواليد 26 فبراير 1981 بمكناس ، يشغل مركز مدافع .

## ألقابه
- 2006 - 2007 : الدوري المغربي الممتاز رفقة أولمبيك خريبكة
- 2006 : كأس العرش رفقة أولمبيك خريبكة

## روابط خارجية
- زكرياء أمزيل على موقع قاعدة بيانات كرة القدم.إي يو (الإنجليزية)
- زكرياء أمزيل على موقع كووورة

- Fiche de Zakaria Amzil sur footballdatabase.eu